# Siren (Wisconsin)
Siren település az Amerikai Egyesült Államok Wisconsin államában, Burnett megyében, melynek megyeszékhelye is. Lakosainak száma 824 fő (2020. április 1.).

## Népesség
A település népességének változása:

| 2010 | 806 |
| 2020 | 824 |